# Morohasaurus
Morohasaurus kamitakiensis — вид монстерзаврів, нижньокрейдові рештки якого виявлено в Японії, префектура Хього, формація Оямасімо. Новий таксон може бути найстарішим представником Monstersauria у світі.

## Опис
Зразок — майже повний лівий зубний ряд.